# Niau
Ne doit pas être confondu avec Niihau.
Niau, également appelé Fakaau, est un atoll situé dans les îles Tuamotu en Polynésie française. L'atoll est une commune associée de la commune de Fakarava. Depuis 1977, Niau fait partie des sept atolls de la commune de Fakarava classés Réserve de biosphère par l’UNESCO.

## Géographie

### Situation
Niau est situé à 29 km au sud-ouest de Toau, l'atoll le plus proche, à 52 km à l'ouest de Fakarava et à 340 km au nord-est de Tahiti. C'est un atoll de forme circulaire avec un diamètre d'environ 8 km présentant une surface de terres émergées de 20 km2 et un lagon de 33 km2, d'une profondeur moyenne de 2 m et maximale de 5 à 6 m, dépourvu de passe de communication avec l'océan, entrainant la présence d'une eau saumâtre.

### Géologie
D'un point de vue géologique, Niau est un atoll résultant de l'excroissance corallienne (de seulement quelques mètres) du sommet du très petit (environ 405 km3) mont volcanique sous-marin homonyme, qui mesure 1 190 mètres depuis le plancher océanique, formé il y a 56,8 à 59,3 millions d'années.
C'est un atoll surélevé (le point le plus élevé est à 7,5 mètres au dessus du niveau de la mer vers la pointe nord de l'île), résultant d'un feo c'est-à-dire d'un récif corallien mis à nu et « dolomitisé » par sa mise hors de l'eau lors d'un bombement de la lithosphère survenu il y a 1 à 2 millions d'années,,. Avec une géologie de type karstique, Niau présente de nombreuses cavités, dolines et grottes dont les plus importantes (Titi Tautau, Vaipoiri, Vaimauri et Fare Marama) se trouvent à proximité de Tupana.

### Démographie
En 2017, la population totale de Niau est de 246 personnes, principalement réparties dans les deux villages que sont Tupana et Ofare rattachés administrativement à la commune de Fakarava ; son évolution est la suivante :
| 147                                                     | 163 | 160 | 151 | 171 | 226 | 246 |
| Sources ISPF et Gouvernement de la Polynésie française. |     |     |     |     |     |     |

## Histoire

### Découverte par les Européens
La première mention faite par un Européen de l'atoll est due au navigateur espagnol Pedro Fernandes de Queirós qui l'aborde le 12 février 1606 et le nomme « La Decena ». L'atoll fut redécouvert par le navigateur russe Fabian Gottlieb von Bellingshausen le 18 juillet 1820 et l'appelle île Grieg. C'est ensuite son compatriote Otto von Kotzebue qui le visite en mars 1824, puis le capitaine anglais Ireland qui l'aborde le 3 octobre 1831. Enfin le navigateur français Jules Dumont d'Urville l'accoste le 7 septembre 1838.

### Période moderne
Au XIXe siècle, Niau devient un territoire français, d'environ 30 habitants, qui développe la production d'huile de coco (de quelques tonneaux par an vers 1860). L'atoll est alors évangélisé avec la fondation de la paroisse Saint-Jean-de-la-Croix à Fakarava et l'édification de l'église Saint-Thomas-de-Tupana en 1857 à Niau, rattachée au diocèse de Papetee. Dans la deuxième moitié du XXe siècle, c'est cependant l'église Sanito, membre de la Communauté du Christ discidente du Mormonisme, qui devient la principale confession de l'atoll.
En 1977, l'atoll – avec six autres de la commune de Fakarava que sont Aratika, Fakarava, Kauehi, Raraka, Taiaro et Toau – est classé « Réserve de biosphère » par l'UNESCO, classement renouvelé en 2006 et 2017,.

## Flore et faune

### Flore
Du fait de ses caractéristiques de feo, la geomorphologie spécifique d'atoll surélevé a permis la croissance d'une végétation bien plus abondante, variée (243 espèces végétales recensées dont 65 autochtones et six endémiques), et vigoureuse que sur les atolls classiques, les espèces pouvant s'ancrer plus profondément dans un sol enrichi en humus et trouver les éléments minéraux et organiques nécessaires à leur croissance.

### Faune
Inscrit en Zone importante pour la conservation des oiseaux (ZICO), l'atoll de Niau héberge une centaine de Martin-chasseurs des Gambier (Todiramphus gambieri niauensis ; en polynésien koteuteu), espèce en voie d'extinction qui n'est plus présente que dans cet atoll, et une population endémique de Rousserolles à long bec (es. Acrocephalus caffer niauensis). Parmi les autres espèces recensées sur l'atoll, se trouvent l'Aigrette sacrée, la Frégate du Pacifique, le Colombar à front nu (introduit).
Dans son lagon d'eau hyposalée se trouvent deux espèces de poissons : Chanos chanos (ou poisson-lait) anciennement introduit avec le peuplement polynésien et Oreochromis mossambicus, espèce de Tilapia introduite dans les années 1950 ; trois de mollusques : un Lucinidae bivalve, Ctena bella, et deux gastéropodes, Cerithium punctatum et Melanoides tuberculata (introduit) ; et une espèce de crevette Palaemon debilis

## Économie
Niau pratique traditionnellement la pêche au filet de poisson-lait dans le lagon et plus récemment la récolte des holothuries, dans la zone centrale du lagon, qui sont exportées vers l'Asie. L'île est également exploitée pour sa production de coprah et d'agrumes divers, envoyés à Tahiti lors des rotations bimensuelles du cargo de ravitaillement.
Depuis 2005, l'aérodrome de Niau – qui possède une piste de 1 350 mètres – est desservi par la compagnie locale d'Air Tahiti tous les vendredis matin. Il accueille, en moyenne, environ 130 vols et 3 000 passagers par an, dont la moitié en transit.